# William Henry O’Swald

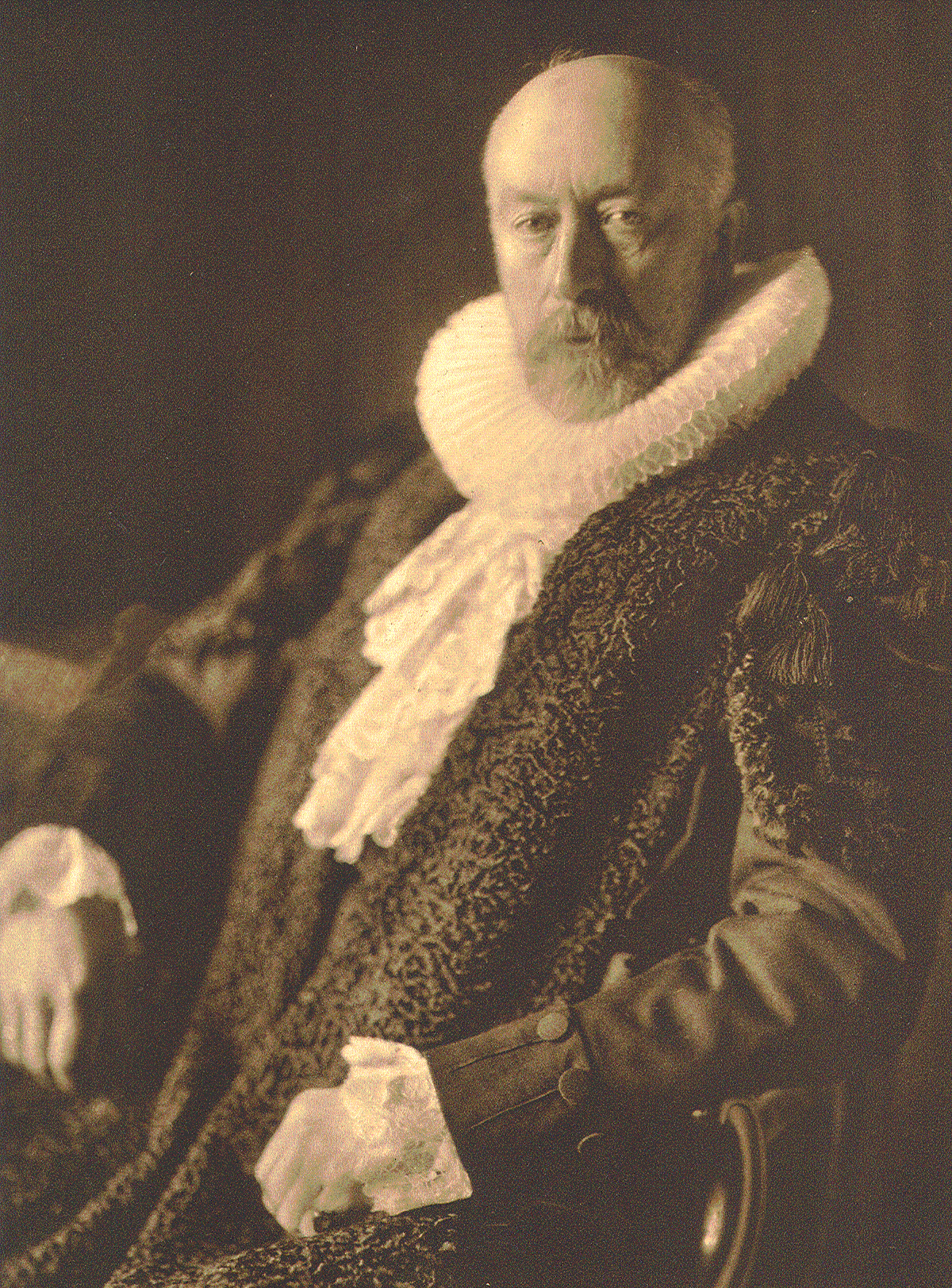
William O’Swald, 1905

William Henry O’Swald (* 23. August 1832 in Blankenese; † 7. Mai 1923 in Hamburg) war ein Hamburger Überseekaufmann, Senator und Zweiter  Bürgermeister 1908–1910. Er war seit 1860 mit Olga Ruperti, einer Tochter von Justus Carl Wilhelm Ruperti und Marie Pauline Ruperti (geb. Merck), verheiratet.
William H. O’Swalds Vater William O’Swald (1798–1859) hatte 1831 die Firma Wm. O’Swald & Co. in Hamburg gegründet und 1847 den Handel mit Sansibar begonnen. Die später auf Sansibar errichtete Niederlassung bildete dem Mittelpunkt der Geschäftstätigkeit. Besonders erfolgreich gestaltete sich der Kaurischneckenhandel. Dabei wurden die in Westafrika knappen (oft fälschlich als Muscheln bezeichneten) Schneckenhäuser, die dort auch als Währung fungierten, von O’Swald & Co auf den Seychellen günstig erworben und dann über Sansibar, unter Umgehung des innerafrikanischen Zwischenhandels, nach Westafrika gebracht. Dazu wurde in Lagos 1849 eine Faktorei angelegt. 1858 wurde der ältere Bruder Albrecht Percy O’Swald (1831–1899) Teilhaber von O’Swald & Co, 1859 folgte William H. O’Swald. In den folgenden Jahren wechselten sich die Brüder mit der Leitung der Firma ab, in einem Jahr lebte der eine in Hamburg, der andere auf Sansibar. 1859 verhandelte William H. O’Swald mit Mâdjid ibn Sa‘id, dem Sultan von Sansibar einen Handelsvertrag für die Hansestädte Lübeck, Bremen und Hamburg aus, der für diese sehr günstig war, und auch der Sultan profitierte von den daraus resultierenden erhöhten Steuereinnahmen. In den folgenden Jahren bauten die Brüder O’Swald ihr Geschäft erfolgreich vor allem in Ostafrika aus, ab 1870 wurden Handelsniederlassungen auf Madagaskar gegründet, ab 1900 gab es eine Niederlassung in Mombasa.

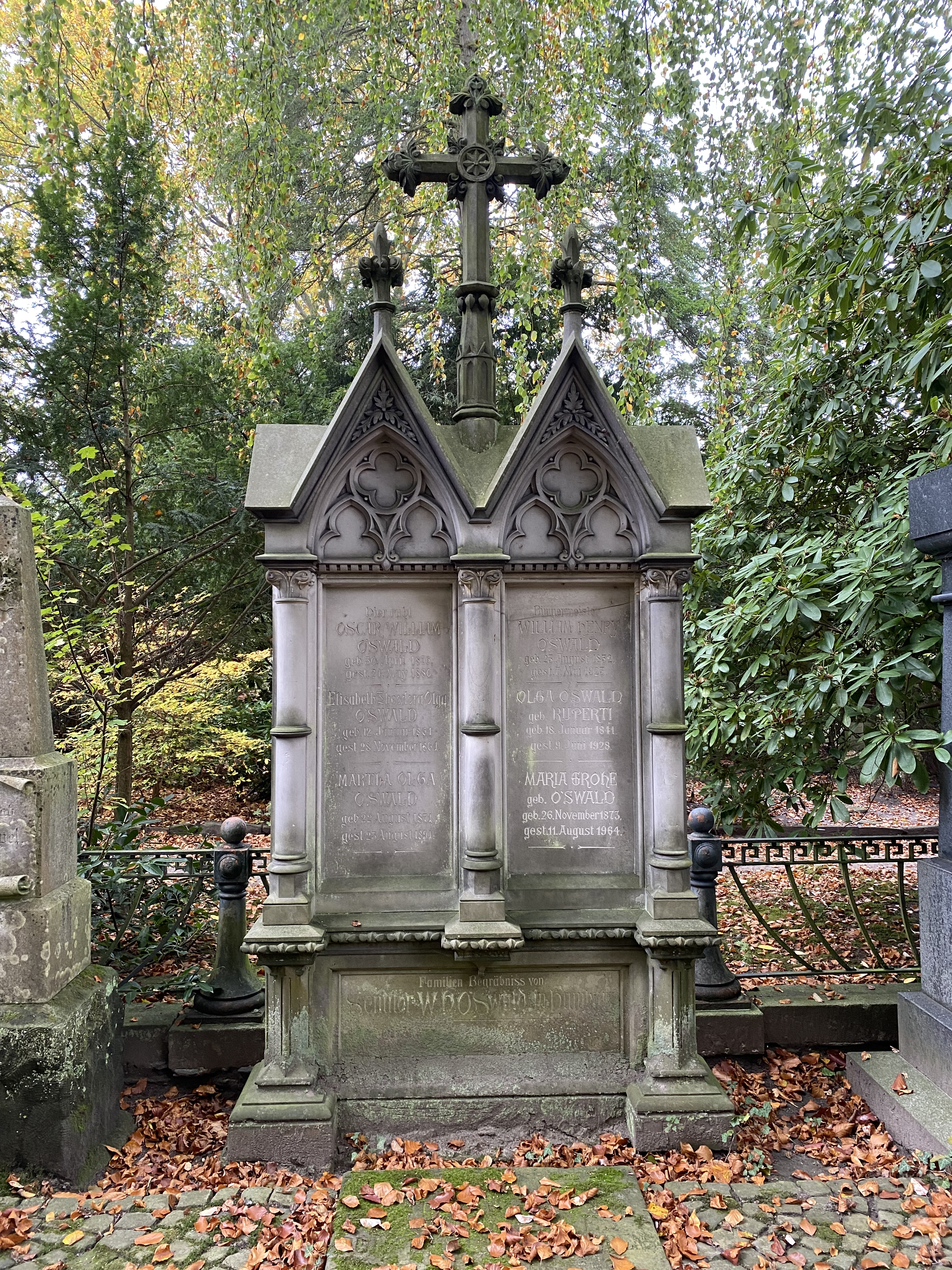
Grabmal William Henry O’Swald

O’Swald wurde in Hamburg vor allem zum Dank für den Handelsvertrag 1866 in die Bürgerschaft gewählt. Mit der Wahl zum Senator am 11. Januar 1869 wechselte er in den Senat, dem er über 40 Jahre bis zum 1. Juli 1912 angehörte. Damit ist er wahrscheinlich die Person, die diesem Gremium am längsten angehört hat (→Hamburger Senat 1861–1919). Er war kaufmännischer Senator, das heißt, er konnte seine Geschäfte nebenher weiterführen. Wegen seiner besonderen Verdienste um den Zollanschluss Hamburgs wurde er im April 1908, als Johann Heinrich Burchard nach dem Tod von Johann Georg Mönckeberg Erster Bürgermeister wurde, Zweiter Bürgermeister, ein Amt, das an kaufmännische Senatoren normalerweise nicht vergeben wurde. O’Swald übte dieses Amt bis Ende 1909 aus. Von 1881 bis 1912 war er Präses der Deputation für Handel und Schiffahrt (ab 1907 Deputation für Handel, Schiffahrt und Gewerbe). Auf O’Swalds Initiative wurde die Hamburger Abteilung der Deutschen Kolonialgesellschaft 1896 gegründet.
Der spätere Hamburger Bürgermeister Max Schramm war mit einer Nichte von O’Swald verheiratet. Eine weitere Nichte, Olga Clementine Berckemeyer, die Tochter seiner älteren Schwester Helene (1830–1895), ehelichte 1882 den Bankier Max von Schinckel.
William Henry O’Swald verstarb im Alter von 90 Jahren und wurde auf dem Nienstedtener Friedhof beigesetzt. Die Grabstätte existiert nicht mehr, lediglich das Grabmal ist erhalten und steht im dortigen Freilichtmuseum.

## Ehrungen

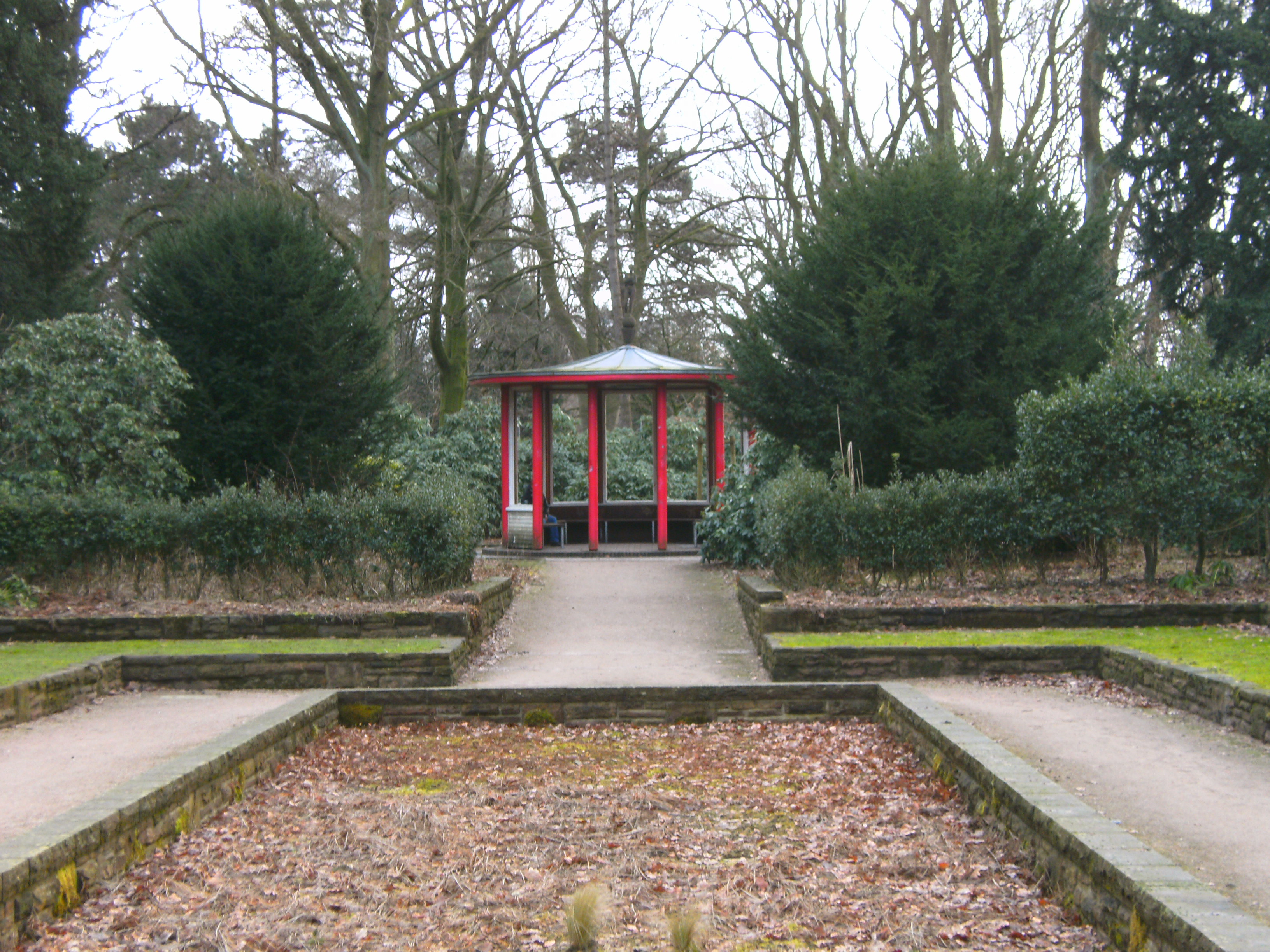
Hamburger Stadtpark: O’Swaldscher Pavillon am Südring/Ecke Otto-Wels-Straße

Nach William Henry O’Swald wurden der O’Swaldkai in Hamburger Hafen,  1929 die O’Swaldstraße in Hamburg-Horn, der O’Swaldsche Pavillon im Hamburger Stadtpark sowie zwei Feuerschiffe der Station Feuerschiff Elbe 1 benannt.